# Tusen och en natt (TV-program)
Tusen och en natt var ett tv-program med erotiskt/pornografiskt innehåll som nattetid visades i Sverige på betal-tvkanalen TV 1000 under 1990-talet med början 1991. Programledare och presentatör var Ylva Maria Thompson.
När TV1000 övergick i Viasat Film den 1 mars 2012 följde porren inte med utan hamnade i TV X samt, precis som tidigare, i Playboy TV och Spice.